# Ретуш
Ретуш, (Рятуш, баш. Рәтүш) — ручей в Нуримановском районе Башкортостана, протекает через деревни Новоисаево, Рятуш и село Старый Бияз. В районе села Старый Бияз впадает в реку Бияз. В ручей впадают притоки Хаклы, Атакай, Минибай. Название происходит от горы Рәтүш, где Рә — назв. р. и түш `склон горы`.